# Ila (langue)
Pour les articles homonymes, voir Ila.
L'ila est une langue bantoue parlée en Zambie par la population ila.